# Христо Терзийски
Христо Богомилов Терзийски е български полицай, главен комисар, министър на вътрешните работи от 24 юли 2020 до 12 май 2021 г.

## Биография
Христо Богомилов Терзийски е роден е на 31 юли 1968 г. в град Кюстендил. Завършва Техническия университет в София. През 1996 г. влиза в редиците на МВР като оперативен работник в сектор „Криминална полиция“ на 6-о РПУ в София. След това работи в сектор „Наркотици“ на СДВР. Бил е началник на група в сектор „Криминална полиция“ на 6-о РПУ, както и началник на сектор „Наркотици“ на СДВР. По-късно е заместник началник на отдел „Криминална полиция“ на СДВР. От септември 2009 г. е заместник-директор на Столичната дирекция на вътрешните работи (СДВР). От 24 февруари 2015 г. е директор на Главна дирекция „Национална полиция“. Със заповед на министъра на вътрешните работи от 20 септември 2018 г. е временно изпълняващ длъжността главен секретар на МВР. След това на 18 декември 2018 г. отново се връща на същата позиция. На 24 юли 2020 г. е избран за министър на вътрешните работи. Остава на този пост до 12 май 2021 г.